# Фонд президентских грантов
Фонд президентских грантов (Фонд-оператор президентских грантов по развитию гражданского общества) — российская некоммерческая организация, являющаяся единым оператором грантов Президента Российской Федерации, предоставляемых на развитие гражданского общества. Действует с 3 апреля 2017 года. Является одним из институтов развития некоммерческого сектора экономики России. Фонд президентских грантов находится в Москве и имеет два представительства: в Саратове (Контактный центр) и в Новосибирске (Представительство по Сибири и Дальнему Востоку).

## История
20 июля 2005 года на заседании Совета при Президенте Российской Федерации по развитию гражданского общества и правам человека выступил декан экономического факультета МГУ им. М. В. Ломоносова А. А. Аузан и предложил создать бюджетные фонды, которые осуществляли бы грантовое финансирование российских некоммерческих организаций, а также подробно объяснил как устроено финансирование НКО за рубежом и как должны функционировать такие фонды. Президент России В. В. Путин полностью согласился с А. А. Аузаном и поручил Администрации Президента проработать этот вопрос.
В следующем, 2006 году состоялся первый конкурс президентских грантов на развитие институтов гражданского общества, благодаря чему 1054 российских некоммерческих организаций получили финансирование в размере 472,7 млн руб.. За период с 2006 по 2016 годы было выдано 11 467 президентских грантов на общую сумму в 22,6 млрд руб.
Первоначально оператором конкурса выступила Общественная Палата РФ. Однако с 2007 года система государственной поддержки НКО претерпела изменения. Гранты стали распределять шесть организаций (грантооператоры), которые проводили конкурсы на их получение среди НКО по разным направлениям. В период с 2007 по 2016 год состав грантооператоров увеличился до 9 организаций, в разные годы в него входили следующие организации: Лига здоровья нации, Национальный благотворительный фонд, Общество «Знание» России, Российский Союз Молодежи, Гражданское достоинство, Фонд ИСЭПИ, Институт проблем гражданского общества, Союз пенсионеров России, Союз женщин России, Российский союз ректоров, фонд «Перспектива» и благотворительный фонд «Покров». Данных грантооператоров критиковали за слабую синхронизированность между собой, стабильное выделении средств одним и тем же НКО, причём преимущественно с «патриотическим уклоном»
7 марта 2017 года был учреждён Фонд президентских грантов по развитию гражданского общества, учредителями которого выступили семь общественных организаций: Российский союз ректоров, Лига здоровья нации, Союз женщин России, Союз пенсионеров России, Национальный благотворительный фонд, общественное движение «Гражданское достоинство» и благотворительный фонд поддержки семьи, материнства и детства «Покров». С 3 апреля 2017 года вместо множества грантооператоров Фонд стал единым оператором грантов Президента Российской Федерации на развитие гражданского общества. Одним из основных критериев оценки проектов Фондом стала актуальность проблемы и социальная значимость проекта.

## Руководство
Подотчетен Координационному комитету по проведению конкурсов на предоставление грантов Президента Российской Федерации на развитие гражданского общества, председателем которого является первый заместитель Руководителя Администрации Президента Сергей Кириенко.
Генеральным директором фонда с момента его создания является Илья Чукалин.

## Деятельность
Деятельность фонда регламентируется Указами Президента Российской Федерации от 3 апреля 2017 года № 137 «О Координационном комитете по проведению конкурсов на предоставление грантов Президента Российской Федерации на развитие гражданского общества» и от 30 января 2019 года № 30 «О грантах Президента Российской Федерации, предоставляемых на развитие гражданского общества».
Фонд проводит конкурсы и по их результатам предоставляет гранты Президента Российской Федерации российским некоммерческим неправительственным организациям на реализацию проектов по следующим направлениям:
- Социальное обслуживание, социальная поддержка и защита граждан
- Охрана здоровья граждан, пропаганда здорового образа жизни
- Поддержка семьи, материнства, отцовства и детства
- Поддержка молодёжных проектов
- Поддержка проектов в области науки, образования, просвещения
- Поддержка проектов в области культуры и искусства
- Сохранение исторической памяти
- Защита прав и свобод человека и гражданина, в том числе защита прав заключенных
- Охрана окружающей среды и защита животных
- Укрепление межнационального и межрелигиозного согласия
- Развитие общественной дипломатии и поддержка соотечественников
- Развитие институтов гражданского общества
- Выявление и поддержка молодых талантов в области культуры и искусства

В 2017—2020 годах Фонд президентских грантов провёл 9 конкурсов на предоставление грантов Президента Российской Федерации на развитие гражданского общества, в которых приняли участие 27 тысяч некоммерческих организаций. Всего ими было подготовлено и подано 77 тысяч социально значимых проектов. По итогам 9 конкурсов были приняты решения о поддержке 15877 из них на общую сумму 32,8 млрд рублей.
8 июня 2020 года упоминание фонда было прямо включено в Налоговый кодекс Российской Федерации (подпункт 19.6 пункта 1 статьи 265): с 2020 года бизнесу предоставлено право относить на затраты (в пределах 1% выручки) пожертвования в адрес социально ориентированных некоммерческих организаций, «которые с 2017 года являются получателями грантов Президента Российской Федерации (по результатам конкурсов, проведенных Фондом-оператором президентских грантов по развитию гражданского общества)».
Фонд проводит оценку результатов каждого поддержанного им проекта. С 15 сентября 2020 года отдельным федеральным законом выдаваемые Фондом президентских грантов заключения о надлежащей реализации проектов по оказанию общественного полезных услуг признаны достаточных основанием для принятия Министерством юстиции Российской Федерации решений о включении социально ориентированных некоммерческих организаций, осуществивших указанные проекты, в реестр исполнителей общественно полезных услуг.
Летом 2020 года Фонд президентских грантов организовал специальный конкурс для поддержки некоммерческих организаций в период борьбы с распространением коронавирусной инфекции и ее последствиями. Объявил этот конкурс сам Президент России Владимир Путин 8 июня 2020 года. По итогам конкурса 900 некоммерческих организаций получили гранты на общую сумму 2 млрд рублей.

### Оценка деятельности
После появления единого Фонда президентских грантов правозащитниками высказывались опасения, что президентские гранты являются «токсичными», так как могут использоваться Администрацией Президента для «усмирения российских НКО». Также отмечалось, что в эпоху, когда президентские гранты выдавались девятью независимыми грантооператорами, у каждого оператора была своя «специализация». Хотя были грантооператоры, которые выдавали гранты преимущественно «патриотическим» и ГОНГО организациям, но были и такие грантооператоры (в качестве примера приводится фонд Гражданское достоинство), в конкурсах которых «не считали зазорным» участвовать и побеждать крупные российские правозащитные организации (Московская Хельсинкская группа, Ассоциация «Агора», движение «Голос», общество «Мемориал» и Комитет солдатских матерей России и др.). Правозащитники опасались, что после появления единого оператора президентских грантов такие организации (а особенно организации, имеющие статус «иностранного агента»), лишатся финансирования.
После объявления результатов первого конкурса Фонда президентских грантов 2017 года, СМИ отметили, что «популистские и патриотические проекты не были в приоритете», кроме того
отмечалось, что «организации, аффилированные с „Единой Россией“ и другими властными структурами» грантов не получили. Внимание СМИ привлёк тот факт, что ни одного гранта не досталось такой организации как «Ночные Волки», которая получала их ежегодно с 2012 года. СМИ отметили, что три организации со статусом «иностранный агент» («Левада-Центр», «Самарская губерния» и Центр развития НКО) получили поддержу, впрочем, 15 таким организациям (в их числе российское отделение Transparency International, «Мемориал» и центр «Сова») в государственной поддержке в первом конкурсе 2017 года было отказано. Также СМИ отмечалось, что поддержку Фонда получили известные российские правозащитные организации: «Русь Сидящая», Московская Хельсинкская группа, движение «За права человека».
Согласно аналитическому исследованию российского отделения Transparency International, в котором сравнивались результаты конкурсов, проводимых Фондом президентских грантов, и проводимых разными грантооператорами до 2017 года, было выявлено значительное общее повышение качества системы поддержки НКО, большая прозрачность работы экспертного совета, поддержка не только столичных, но и региональных некоммерческих организаций, а также значительно большая поддержка проектов в области охраны здоровья граждан, науки и образования. Тем не менее, в исследовании отмечается, что по-прежнему много крупных грантов получают организации, связанные с государственным бюджетом. Также Фонд критиковался за то, что существенная часть поддержанных крупных проектов — это преимущественно концерты и фестивали.
В научных публикациях в качестве положительных изменений, связанных с появлением Фонда президентских грантов, выделяют повышение качества отбора заявок, появление у НКО большего числа возможностей подать заявку на грант, электронную форму заявки, открытую систему критериев, поддержку не только столичных, но и региональных НКО и др., но критикуют принципы отбора специалистов в экспертные советы. Отмечают также, что появление в Фонде направления, связанного с поддержкой «народной дипломатии», явилось причиной появления в России новой формы исследований евразийской интеграции — в дополнение к академическим организациям в стране стали появляться некоммерческие исследовательские центры, а, кроме того, поддержка этого направления привела к росту трансграничного взаимодействия российских и иностранных НКО.

## Финансирование
По распоряжению Президента Российской Федерации от 3 апреля 2017 года № 93-рп Фонду президентских грантов была предоставлена субсидия из федерального бюджета на 2017 год в размере 4316,8 млн рублей. Распоряжением Президента Российской Федерации от 26 июля 2017 года № 272-рп размер этой субсидии был увеличен на 2700 млн рублей — до 7016,8 млн рублей.

Указанная субсидия была использована фондом не в полном объеме. По результатам двух конкурсов 2017 года фонд распределил 6653,8 млн рублей (на реализацию 3213 проектов победителей конкурсов). Также в 2017 году фонд израсходовал часть субсидии в размере 128,7 млн рублей (1,8 % от размера субсидии) на свои операционные расходы.

Согласно распоряжению Президента Российской Федерации от 19 февраля 2018 года № 32-рп фонду была выделена субсидия из федерального бюджета на 2018 год в размере 8016,8 млн рублей. При этом по результатам двух конкурсов 2018 года были приняты решения о предоставлении грантов на общую сумму 7836,2 млн рублей (на реализацию 3573 проектов победителей конкурсов). Часть этой суммы — это экономия на административных расходах фонда (на свою работу фонд вправе расходовать не более 4,6 % полученной субсидии, то есть, от субсидии из федерального бюджета на 2018 год — 368,8 млн рублей).
Указом Президента Российской Федерации от 30 января 2019 года № 30 «О грантах Президента Российской Федерации, предоставляемых на развитие гражданского общества» предусмотрено ежегодное предоставление фонду субсидии в размере бюджетных ассигнований, предусмотренных в федеральном бюджете на соответствующий финансовый год Управлению делами Президента Российской Федерации на поддержку некоммерческих неправительственных организаций, участвующих в развитии институтов гражданского общества.
В 2019 году фонду была выделена субсидия из федерального бюджета в размере 8007,9 млн рублей, из которых 7697,8 млн рублей были распределены на грантовую поддержку 3772 проектов.
В 2020 году фонду сначала из федерального бюджета была предоставлена субсидия в размере 8014,1 млн рублей и затем по распоряжению Президента Российской Федерации от 6 мая 2020 г. № 120-рп из резервного фонда главы государства было дополнительно выделено 3 млрд рублей, таким образом, финансирование фонда в 2020 году составило 11014,1 млн рублей. Из них на гранты было распределено 10650,2 млн рублей (на реализацию 5319 социально значимых проектов).